# 司法研习八人组
《司法研习八人组》，又譯法網新丁，是一部於2003年10月6日至同年12月5日於富士電視台播出的日本電視劇，共11集，是富士電視台週一晚間九點連續劇（月9）時段首部以HD（高清晰度电视）製作的電視劇。為米木拉與小田切讓雙主演。

## 剧情梗概
一群背景和经历各不相同的人通过司法考试后，汇集到司法研修所进行进一步的法律学习，以将来成为律师或者法官为目标。在司法研修所中，八名主角相遇相识，并每天在一起学习和生活。八人的性格和背景各不相同，产生了许多故事。

## 製作群
- 編劇：水橋文美江
- 導演：水田成英、川村泰祐、松山博昭（完結篇）
- 製作人：山口雅俊
- 製作協力：楠山法律事務所

- 主題歌（片尾曲）：Carpenters「TOP OF THE WORLD」

台灣播映時因版權問題未能使用，以劇中配樂替代，另外劇中使用木匠兄妹樂曲的場合，也基於同樣因素而一併替換。

## 主要角色
- 楓由子：美村里江飾
- 羽佐間旬：小田切讓飾
- 桐原勇平：堤真一飾
- 松永鈴希：奧菜惠飾
- 田家六太郎：我修院達也飾
- 黒澤圭子：横山惠飾
- 崎田和康：北村總一朗飾
- 森乃望：松雪泰子飾

### 司法實習所相關人物
- 山本宗司：金田明夫飾
- 田中一朗：岡田義德飾

#### 教官・指導官
- 澤口裕子：罇真佐子飾
- 野佐木恍也：石橋凌飾
- 南百合子：松下由樹飾
- 重松幸輔：大杉漣飾
- 星野聰：若林豪飾
- 相島忠子：中島宏海飾

### 其他演出者
- 第1話
  - 電話局操作人員 - 三浦實樹
  - Y子 - 北村亞里沙
  - 沒有發送緣地的送電報的男子X - 海老原敬介
  - 事務局長 - 三井善忠
  - 羽佐間的鉢塲 - 花原照子
  - B子 - 竹澤友美
  - 幫B子脫身的男子A - 加藤忠可
  - 過剰接待的女人們 - 坂本麻紀子、菊池友子、齊藤優香、吉岡彩、吉田美佐夫
- 第2話
  - C子 - 有衣子
  - 小楓的母親（聲音） - 床嶋佳子
- 第3話
  - 猪瀬夫人 - 森下涼子
  - 主婦Z - 大塚良重
  - 男B - 虎牙光揮
  - 豬瀨 - 今井朋彦
  - 宿舍大嬸 - 篠崎春紅
  - 豬瀨夫人的朋友 - 七瀨葵
  - 管理人Y - 岩田丸
  - 少女A子 - 井上結菜
  - 2號 - 森聖二
  - 3號 - 高木裕喜
  - 4號 - 松田壹岱
- 第4話
  - 老爺爺X - 谷津勳
  - 老爺爺X家的媳婦 - 平淑惠
  - 老爺爺X的孫子 - 蹈田英幸
  - 男Y - 浅見小四郎
  - 男Y的朋友 - BOB藤原
  - 蛋糕店的店長 - 吉川真由子
- 第5話
  - 古井律師 - 中丸新將
  - 小寺律師 - 伊藤正之
  - 大約的律師 - 野村祐人
  - 大野誠 - 虎牙光揮
  - 蘆田製作所的女兒 - 白田久子
  - 被告人 - 鄭龍進
  - 佐伯律師 - 森田友美惠
  - 吃驚的法官 - 井上浩
  - 檢察官 - 井上康
  - 掃除的人 - 中島陽子
  - 銀行支店長 - 森喜行
  - 銀行員 - 牟田晧二
  - 警官 - ヘーデル龍生、富永研司
  - 被告人的母親 - 佐佐木澄江
- 第6話
  - 伊勢今日子 - 室井滋
  - 男Y - 小原雅人
  - X子 - 井上訓子
  - 小新 - 島津健太郎
  - 藍的老闆 - 安井順平
  - 黒澤彩花 - 小林萌惠
- 第7話
  - 男A - 三井善忠
  - B子 - 広岡由里子
  - 女性X - 中村敦子
  - 販賣店的阿姨 - 川俣忍
  - 主婦Y - 日野優美子
  - 討債的人 - 市丸優
  - 警官 - 佐藤祐一
  - 小楓的母親（聲音） - 床嶋佳子
- 第8話
  - 男A・堀池靖 - 三井善忠　
  - B子・堀池澄子 - 広岡由里子　
  - 池澤律師 - 春海四方
  - 從青森遙地來的男人A的原來工作朋友 - 鶴田東
  - 好棒的豬瀨夫人返回 - 森下涼子　
  - 檢察官 - 野口雅弘
  - 陪審法官 - 北見誠
  - 豬瀨夫人的朋友 - 水野道代、小張裕加子
- 第9話
  - 相模冬子 - 京野琴美
  - 腳踏車小偷 - 茂呂師岡
  - 生魚片扒手 - 銀粉蝶
  - 霸王餐逃犯 - 村松利史
  - 公關的約翰 - 葉山力樹
  - 結算官 - 鍋修三
  - 蕎麥店的老爹 - 本多晉
  - 腳踏車店的店員 - 鈴木良崇
  - 卡片強盜・詐欺團 - 肥田俊輔、見城貴信
- 第10話
  - 渡邊由紀 - 木村多江
  - 擔任刑警 - 田窪一世
  - 女孩子B - 鈴木美和
  - 公司社員A - 肝佐部彭太
  - 穿西裝的男人 - 中根徹
  - 女性X - 竹本聰子
  - 自稱受害者 - 高村晃平（演員松雪泰子的親弟弟）
  - 那個對方的男人 - 手代木宇
- 最終話
  - 伊勢今日子 - 室井滋
  - 主婦X - 土居由佳理
  - 部門的女孩子 - 石井里弥
  - 包圍家庭飯桌的父親 - 平尾良樹
  - 包圍家庭飯桌的母親 - 松元紀子
  - 主婦 - 田村茜
  - 某主婦 - 熊倉智惠
  - 年輕女子 - 小松壽子
  - 那個男朋友 - 大江聰

## 收視率
| 各集                                                | 播出日期       | 標題 | 收視率 |
| --------------------------------------------------- | -------------- | ---- | ------ |
| 第1集                                               | 2003年10月06日 |      | 15.6%  |
| 第2集                                               | 2003年10月13日 |      | 16.4%  |
| 第3集                                               | 2003年10月20日 |      | 16.6%  |
| 第4集                                               | 2003年10月27日 |      | 13.5%  |
| 第5集                                               | 2003年11月03日 |      | 18.0%  |
| 第6集                                               | 2003年11月10日 |      | 18.3%  |
| 第7集                                               | 2003年11月17日 |      | 15.4%  |
| 第8集                                               | 2003年11月24日 |      | 15.5%  |
| 第9集                                               | 2003年12月01日 |      | 12.2%  |
| 第10集                                              | 2003年12月08日 |      | 15.3%  |
| 大結局                                              | 2003年12月15日 |      | 16.9%  |
| 平均收視率 15.8%（關東地區·Video Research公司調查） |                |      |        |

## 获奖
- 第39回日剧学院赏最佳新人：米木拉
- 第39回日剧学院赏最佳服装造型：松雪泰子